# Jeux nordiques de l'OPA 2014
Les trentièmes Jeux nordiques de l'OPA eurent lieu les 1er et 2 mars 2014 à Gérardmer, en France.
Les compétitions de saut à skis et de combiné nordique se déroulèrent au tremplin des Bas-Rupts (K65).
Celles de ski de fond n'ont pas été organisées lors de cette édition des Jeux.

## Tableaux des médailles

### Pays
| Rang | Nation    | Or | Argent | Bronze | Total |
| ---- | --------- | -- | ------ | ------ | ----- |
| 1    | Autriche  | 6  | 3      | 4      | 13    |
| 2    | Allemagne | 3  | 2      | 2      | 7     |
| 3    | Italie    | 0  | 2      | 0      | 2     |
| 4    | Slovénie  | 0  | 2      | 2      | 4     |
| 5    | France    | 0  | 0      | 1      | 1     |

### Athlètes
| Rang | Nation                 | Or | Argent | Bronze | Total |
| ---- | ---------------------- | -- | ------ | ------ | ----- |
| 1    | Julia Huber            | 2  | 0      | 0      | 2     |
|      | Claudia Purker         | 2  | 0      | 0      | 2     |
|      | Paul Winter (de)       | 2  | 0      | 0      | 2     |
| 4    | Mika Vermeulen         | 1  | 0      | 0      | 1     |
|      | Hans Neubert           | 1  | 0      | 0      | 1     |
|      | Justin Moczarski       | 1  | 0      | 0      | 1     |
|      | Anton Schlütter        | 1  | 0      | 0      | 1     |
|      | Maximilian Lienher     | 1  | 0      | 0      | 1     |
|      | Axel Mayländer         | 1  | 0      | 0      | 1     |
|      | Tim Fuchs              | 1  | 0      | 0      | 1     |
|      | Martin Hamann          | 1  | 0      | 0      | 1     |
| 12   | Janni Reisenauer       | 1  | 1      | 0      | 1     |
|      | Vinzenz Geiger         | 1  | 1      | 0      | 1     |
| 14   | Elisabeth Raudaschl    | 1  | 0      | 1      | 2     |
| 15   | Aaron Kostner          | 0  | 1      | 0      | 1     |
|      | Philipp Kuttin         | 0  | 1      | 0      | 1     |
|      | Stefan Hauser          | 0  | 1      | 0      | 1     |
|      | Aljaž Osterc,          | 0  | 1      | 0      | 1     |
|      | Matja Stemberger       | 0  | 1      | 0      | 1     |
|      | Nik Fabijan            | 0  | 1      | 0      | 1     |
|      | Urban Rogelj           | 0  | 1      | 0      | 1     |
|      | Lara Malsiner          | 0  | 1      | 0      | 1     |
|      | Arantxa Lancho         | 0  | 1      | 0      | 1     |
|      | Luisa Görlich          | 0  | 1      | 0      | 1     |
| 25   | Philipp Beikircher     | 0  | 1      | 1      | 2     |
|      | Florjan Jelovcan       | 0  | 1      | 1      | 2     |
|      | Markus Rupitsch        | 0  | 1      | 1      | 2     |
|      | Sonja Schoitsch        | 0  | 1      | 1      | 2     |
|      | Agnes Reisch           | 0  | 1      | 1      | 2     |
| 30   | Nils Albrecht          | 0  | 0      | 1      | 1     |
|      | Lilian Vaxelaire       | 0  | 0      | 1      | 1     |
|      | Mathias Caudy          | 0  | 0      | 1      | 1     |
|      | Brice Ottonello        | 0  | 0      | 1      | 1     |
|      | Laurent Muhlethaler    | 0  | 0      | 1      | 1     |
|      | Mika Schwann           | 0  | 0      | 1      | 1     |
|      | Jan-Oswald Krassnegger | 0  | 0      | 1      | 1     |
|      | Michael Falkensteiner  | 0  | 0      | 1      | 1     |
|      | Patrick Kogler         | 0  | 0      | 1      | 1     |
|      | Lisa Eder              | 0  | 0      | 1      | 1     |
|      | Sarah Rieder           | 0  | 0      | 1      | 1     |

## Podiums

### Combiné nordique

#### Minimes (4 km)
résultats détaillés
| Rang | Athlète        |
| ---- | -------------- |
| 1    | Mika Vermeulen |
| 2    | Aaron Kostner  |
| 3    | Nils Albrecht  |

#### Cadets (6 km)
résultats détaillés
| Rang | Athlète            |
| ---- | ------------------ |
| 1    | Janni Reisenauer   |
| 2    | Vinzenz Geiger     |
| 3    | Philipp Beikircher |

#### Par équipes (4 × 3,3 km)
résultats détaillés
| Rang | Athlètes                                                                           |
| ---- | ---------------------------------------------------------------------------------- |
| 1    | Allemagne I- Hans Neubert - Justin Moczarski - Anton Schlütter - Vinzenz Geiger    |
| 2    | Autriche I- Philipp Kuttin - Stefan Hauser - Janni Reisenauer - Philipp Beikircher |
| 3    | France I- Lilian Vaxelaire - Mathias Caudy - Brice Ottonello - Laurent Muhlethaler |

### Athlètes

#### Athlètes féminines
1. ↑  (en) Julia Huber dans la base de données de la Fédération internationale de ski
2. ↑  (en) Lara Malsiner dans la base de données de la Fédération internationale de ski
3. ↑  (en) Sonja Schoitsch dans la base de données de la Fédération internationale de ski
4. ↑  (en) Agnes Reisch dans la base de données de la Fédération internationale de ski
5. ↑  (en) Lisa Eder dans la base de données de la Fédération internationale de ski
6. ↑  (en) Sarah Rieder dans la base de données de la Fédération internationale de ski

#### Athlètes masculins
1. 1 2  (en) Mika Vermeulen dans la base de données de la Fédération internationale de ski
2. 1 2  (en) Hans Neubert dans la base de données de la Fédération internationale de ski
3. 1 2  (en) Justin Moczarski dans la base de données de la Fédération internationale de ski
4. 1 2  (en) Anton Schlütter dans la base de données de la Fédération internationale de ski
5. 1 2 3  (en) Janni Reisenauer dans la base de données de la Fédération internationale de ski
6. 1 2  (en) Aaron Kostner dans la base de données de la Fédération internationale de ski
7. 1 2  (en) Philipp Kuttin dans la base de données de la Fédération internationale de ski
8. 1 2  (en) Stefan Hauser dans la base de données de la Fédération internationale de ski
9. ↑  (en) Aljaž Osterc dans la base de données de la Fédération internationale de ski
10. ↑  (en) Aljaž Osterc dans la base de données de la Fédération internationale de ski — Nota : mais si, il y en a deux sur le site de la FIS - et nés le même jour, et au même endroit !
11. ↑  (en) Nik Fabijan dans la base de données de la Fédération internationale de ski
12. 1 2 3  (en) Philipp Beikircher dans la base de données de la Fédération internationale de ski
13. ↑  (en) Florjan Jelovcan dans la base de données de la Fédération internationale de ski
14. 1 2  (en) Nils Albrecht dans la base de données de la Fédération internationale de ski
15. 1 2  (en) Lilian Vaxelaire dans la base de données de la Fédération internationale de ski
16. 1 2  (en) Mathias Caudy dans la base de données de la Fédération internationale de ski
17. 1 2  (en) Brice Ottonello dans la base de données de la Fédération internationale de ski
18. 1 2  (en) Laurent Muhlethaler dans la base de données de la Fédération internationale de ski
19. ↑  (en) Mika Schwann dans la base de données de la Fédération internationale de ski
20. ↑  (en) Jan-Oswald Krassnegger dans la base de données de la Fédération internationale de ski
21. ↑  (en) Patrick Kogler dans la base de données de la Fédération internationale de ski